# Størmertal
Størmertal (även kallat arc-cotangent irreducibelt tal), uppkallat efter Carl Størmer, är inom matematiken ett positivt heltal n för vilka den största primtalsfaktorn n2 + 1 är lika med eller större än 2n.
De första Størmertalen är:
1, 2, 4, 5, 6, 9, 10, 11, 12, 14, 15, 16, 19, 20, 22, 23, 24, 25, 26, 27, 28, 29, 33, 34, 35, 36, 37, 39, 40, 42, 44, 45, 48, 49, 51, 52, 53, 54, 56, 58, 59, 60, 61, 62, 63, 64, 65, 66, 67, 69, 71, 74, 77, 78, 79, 80, 81, 82, 84, 85, 86, 87, 88, 89, 90, 92, 94, 95, 96, … (talföljd A005528 i OEIS)
5 är ett Størmertal eftersom 52+1=26, talet 26 har 13 som sin största primtalsfaktor och 13 > 2·5.
7 är inte ett Størmertal eftersom 72+1=50, talet 50 har 5 som sin största primtalsfaktor och 5 < 2·7.
John Todd bevisade att denna följd är oändlig (men inte cofinit).
Størmertal uppstår i samband med problemet att representera Gregorytal (arctangens av rationella tal) {\displaystyle G_{a/b}=\arctan {\frac {b}{a}}} som summor av Gregorytal för heltal (arctangens av enhetsbråk). Gregorytalet {\displaystyle G_{a/b}} kan dekomposieras genom att upprepande gånger multiplicera Gaussiska heltal {\displaystyle a+bi} med tal på formen {\displaystyle n\pm i} för att annullera primtalsfaktorer p från den imaginära delen, där {\displaystyle n} som valts att vara ett Størmertal sådant att {\displaystyle n^{2}+1} är delbart med {\displaystyle p}.